# Byasa alcinous
Byasa alcinous is een vlinder uit de familie van de pages (Papilionidae).

## Kenmerken
Het mannetje is zwart. Het heeft gele of rode vlekken op zijn achtervleugels. De onderzijde van het lichaam heeft gele of rode haren. Het vrouwtje is donkerbruin of zwart. De spanwijdte is ongeveer 9 tot 10 cm.

## Verspreiding en leefgebied
Deze vlinder komt voor in China, Taiwan en Japan, langs bosranden en in open delen van het regenwoud.

## Waardplanten
De waardplant van de rups is de klimplant Aristolochia tagala. Dankzij de giftige stoffen die de plant bevat, zijn de vlinders en rupsen giftig.